# Coupe d'Europe des nations d'athlétisme 1987
Navigation
CE des nations 1985 CE des nations 1989
La 11e coupe d'Europe des nations d'athlétisme se déroule les 27 et 28 juin 1987 à Prague en Tchécoslovaquie.
L'Union soviétique s'impose chez les hommes, avec notamment sept victoires sur huit possibles dans les concours. Le Britannique Linford Christie fait son entrée dans la compétition, réalisant le doublé 100/200 mètres.
Chez les dames, l'Allemagne de l'Est, avec onze premières places, récupère le trophée perdu deux ans auparavant. La sprinteuse Marlies Göhr, pour sa dernière apparition en Coupe d'Europe, s'adjuge le 100 m et le 4 × 100 m, portant à 12 son nombre de victoires dans cette compétition.

## Finale «A»
| Place | Pays                 | Points |
| ----- | -------------------- | ------ |
| 1     | Union soviétique     | 117    |
| 2     | Allemagne de l'Est   | 114,5  |
| 3     | Royaume-Uni          | 99     |
| 4     | Allemagne de l'Ouest | 88     |
| 5     | Italie               | 87     |
| 6     | Tchécoslovaquie      | 73     |
| 7     | Espagne              | 72     |
| 8     | Pologne              | 58,5   |

| Place | Pays                 | Points |
| ----- | -------------------- | ------ |
| 1     | Allemagne de l'Est   | 119    |
| 2     | Union soviétique     | 92     |
| 3     | Bulgarie             | 86     |
| 4     | Allemagne de l'Ouest | 77     |
| 5     | Royaume-Uni          | 59,5   |
| 6     | Tchécoslovaquie      | 51,5   |
| 7     | Pologne              | 45     |
| 8     | France               | 45     |

## Résultats par épreuve

### Hommes
| Épreuve | Or                                                                       | Or                | Argent                                                             | Argent         | Bronze                                                                   | Bronze         |
| --- | ------------------------------------------------------------------------ | ----------------- | ------------------------------------------------------------------ | -------------- | ------------------------------------------------------------------------ | -------------- |
| 100 m (vent : -1,0 m/s) | Linford Christie GBR                                                     | 10 s 23           | Steffen Bringmann GDR                                              | 10 s 36        | Pierfrancesco Pavoni ITA                                                 | 10 s 38        |
| 200 m (vent : +1,5 m/s) | Linford Christie GBR                                                     | 20 s 63           | Steffen Bringmann GDR                                              | 20 s 85        | Andrey Fedoriv URS                                                       | 20 s 87        |
| 400 m | Thomas Schönlebe GDR                                                     | 44 s 96 =CR       | Roger Black GBR                                                    | 44 s 99        | Edgar Itt FRG                                                            | 45 s 54        |
| 800 m | Tom McKean GBR                                                           | 1 min 45 s 96     | Donato Sabia ITA                                                   | 1 min 46 s 38  | Peter Braun FRG                                                          | 1 min 46 s 86  |
| 1 500 m | José Luis González ESP                                                   | 3 min 45 s 49     | Steve Cram GBR                                                     | 3 min 45 s 54  | Jens-Peter Herold GDR                                                    | 3 min 46 s 19  |
| 5 000 m | José Manuel Abascal ESP                                                  | 13 min 32 s 87 CR | Tim Hutchings GBR                                                  | 13 min 34 s 83 | Salvatore Antibo ITA                                                     | 13 min 35 s 92 |
| 10 000 m | Abel Antón ESP                                                           | 28 min 46 s 65    | Salvatore Antibo ITA                                               | 28 min 46 s 69 | Axel Krippschock GDR                                                     | 28 min 51 s 32 |
| 3 000 m steeple | Francesco Panetta ITA                                                    | 8 min 13 s 47     | Roger Hackney GBR                                                  | 8 min 20 s 68  | Hagen Melzer GDR                                                         | 8 min 21 s 23  |
| 110 m haies (vent : +0,7 m/s) | Igors Kazanovs URS                                                       | 13 s 48           | Colin Jackson GBR                                                  | 13 s 53        | Aleš Höffer TCH                                                          | 13 s 62        |
| 400 m haies | Harald Schmid FRG                                                        | 48 s 67           | Max Robertson GBR                                                  | 49 s 92        | José Alonso ESP                                                          | 50 s 15        |
| 4 × 100 m | URS Aleksandr Yevgenyev Viktor Bryzgin Vladimir Muravyov Vladimir Krylov | 38 s 42           | GDR Heiko Truppel Steffen Bringmann Steffen Schwab Frank Emmelmann | 39 s 03        | ITA Ezio Madonia Giovanni Bongiorni Paolo Catalano Pier Francesco Pavoni | 39 s 55        |
| 4 × 400 m | GDR Jens Carlowitz Carlo Niestadt Mathias Schersing Thomas Schönlebe     | 3 min 00 s 80     | GBR Paul Harmsworth Brian Whittle Todd Bennett Roger Black         | 3 min 01 s 12  | FRG Norbert Dobeleit Edgar Itt Jörg Vaihinger Harald Schmid              | 3 min 01 s 32  |
| Saut en hauteur | Igor Paklin URS                                                          | 2,32 m            | Ján Zvara TCH                                                      | 2,29 m         | Krzysztof Krawczyk POL Gerd Wessig GDR                                   | 2,26 m         |
| Saut à la perche | Grigoriy Yegorov URS                                                     | 5,70 m            | Zdenek Lubenský TCH                                                | 5,60 m         | Bernhard Zintl FRG                                                       | 5,35 m         |
| Saut en longueur | Robert Emmiyan URS                                                       | 8,38 m CR         | Marco Delonge GDR                                                  | 8,04 m         | Ivo Krsek TCH                                                            | 7,98 m         |
| Triple saut | Oleg Protsenko URS                                                       | 17,61 m           | Zdzislaw Hoffmann POL                                              | 17,06 m        | Peter Bouschen FRG                                                       | 16,98 m        |
| Lancer du poids | Ulf Timmermann GDR                                                       | 22,01 m           | Alessandro Andrei ITA                                              | 21,46 m        | Remigius Machura TCH                                                     | 21,40 m        |
| Lancer du disque | Vaclavas Kidykas URS                                                     | 66,80 m           | Jürgen Schult GDR                                                  | 66,54 m        | Rolf Danneberg FRG                                                       | 66,18 m        |
| Lancer du marteau | Sergey Litvinov URS                                                      | 82,28 m           | Ralf Haber GDR                                                     | 79,76 m        | Christoph Sahner FRG                                                     | 75,28 m        |
| Lancer du javelot | Viktor Yevsyukov URS                                                     | 84,86 m           | Klaus Tafelmeier FRG                                               | 83,30 m        | Jan Železný TCH                                                          | 81,18 m        |
| Records et Performances - AR : Record continental (area record) - CR : Record des championnats (championship record) - MR : Record du meeting (meet record) - NR : Record national (national record) - OR : Record olympique (olympic record) - PR : Record paralympique (paralympic record) - PB : Record personnel (personal best) - SB : Meilleure performance personnelle de la saison (season's best) - WL : Meilleure performance mondiale de l'année (world leader) - WJR : Record du monde junior (world junior record) - WR : Record du monde (world record) Circonstances et Conditions - DNF : N'a pas terminé (did not finish) - DNS : N'a pas pris le départ (did not start) - DQ : Disqualification (disqualification) - NM : Aucun essai valable enregistré (No Mark) - Q : Qualifié « directement » au prochain tour (ou à la prochaine compétition), lors d'une compétition majeure, grâce au classement ou à la réalisation des minima (automatic qualifier) - q : Qualifié au prochain tour (ou à la prochaine compétition), lors d'une compétition majeure, grâce au repêchage ou à la réalisation de l'une des meilleures performances parmi celles des « non qualifiés directement » (grâce au meilleur temps ou à la meilleure distance par exemple) (secondary qualifier) |                                                                          |                   |                                                                    |                |                                                                          |                |

### Femmes
| Épreuve | Or                                                                    | Or             | Argent                                                                 | Argent         | Bronze                                                 | Bronze         |
| --- | --------------------------------------------------------------------- | -------------- | ---------------------------------------------------------------------- | -------------- | ------------------------------------------------------ | -------------- |
| 100 m (vent : -0,4 m/s) | Marlies Göhr GDR                                                      | 10 s 95        | Anelia Nuneva BUL                                                      | 11 s 08        | Ulrike Sarvari FRG                                     | 11 s 30        |
| 200 m (vent : +1,3 m/s) | Silke Gladisch GDR                                                    | 21 s 99 CR     | Nadezhda Georgieva BUL                                                 | 22 s 50        | Ewa Kasprzyk POL                                       | 22 s 63        |
| 400 m | Petra Müller GDR                                                      | 49 s 91        | Mariya Pinigina URS                                                    | 50 s 46        | Rositsa Stamenova BUL                                  | 51 s 23        |
| 800 m | Tatyana Samolenko URS                                                 | 1 min 59 s 26  | Jarmila Kratochvílová TCH                                              | 1 min 59 s 26  | Christine Wachtel GDR                                  | 1 min 59 s 54  |
| 1 500 m | Kirsty Wade GBR                                                       | 4 min 09 s 03  | Tatyana Samolenko URS                                                  | 4 min 09 s 60  | Andrea Lange GDR                                       | 4 min 09 s 82  |
| 3 000 m | Ulrike Bruns GDR                                                      | 8 min 44 s 48  | Yvonne Murray GBR                                                      | 8 min 48 s 15  | Olga Bondarenko URS                                    | 8 min 48 s 54  |
| 10 000 m | Kathrin Ullrich GDR                                                   | 32 min 42 s 05 | Angela Tooby GBR                                                       | 32 min 46 s 78 | Natalya Sorokivskaya URS                               | 33 min 10 s 18 |
| 100 m haies (vent : -0,9 m/s) | Cornelia Oschkenat GDR                                                | 12 s 47 CR     | Yordanka Donkova BUL                                                   | 12 s 53        | Claudia Zaczkiewicz FRG                                | 12 s 97        |
| 400 m haies | Sabine Busch GDR                                                      | 54 s 23        | Genowefa Blaszak POL                                                   | 55 s 44        | Yelena Goncharova URS                                  | 55 s 70        |
| 4 × 100 m | GDR Silke Gladisch Heike Drechsler Ingrid Auerswald Marlies Göhr      | 41 s 94        | BUL Ginka Zagorcheva Anelia Nuneva Nadezhda Georgieva Yordanka Donkova | 42 s 31        | FRG Silke Knoll Ulrike Sarvari Andrea Thomas Ute Thimm | 43 s 23        |
| 4 × 400 m | URS Vineta Ikauniece Maria Pinigina Lyudmila Dzhigalova Olga Nazarova | 3 min 20 s 41  | GDR Kirsten Emmelmann Sabine Busch Heike Drechsler Petra Müller        | 3 min 20 s 60  | FRG Ute Thimm Karin Lix Helga Arendt Gisela Kinzel     | 3 min 25 s 29  |
| Saut en hauteur | Stefka Kostadinova BUL                                                | 2,00 m         | Tamara Bykova URS                                                      | 1,96 m         | Heike Redetzky FRG                                     | 1,96 m         |
| Saut en longueur | Heike Drechsler GDR                                                   | 7,26 m         | Galina Chistyakova URS                                                 | 7,15 m         | Sofia Bozhanova BUL                                    | 6,75 m w       |
| Lancer du poids | Natalya Lisovskaya URS                                                | 21,56 m CR     | Ines Müller GDR                                                        | 20,82 m        | Helena Fibingerová TCH                                 | 20,28 m        |
| Lancer du disque | Diana Gansky GDR                                                      | 73,90 m CR     | Tsvetanka Khristova BUL                                                | 68,26 m        | Zdenka Šilhavá TCH                                     | 65,04 m        |
| Lancer du javelot | Petra Felke GDR                                                       | 71,26 m        | Natalya Yermolovich URS                                                | 64,42 m        | Beate Peters FRG                                       | 64,38 m        |
| Records et Performances - AR : Record continental (area record) - CR : Record des championnats (championship record) - MR : Record du meeting (meet record) - NR : Record national (national record) - OR : Record olympique (olympic record) - PR : Record paralympique (paralympic record) - PB : Record personnel (personal best) - SB : Meilleure performance personnelle de la saison (season's best) - WL : Meilleure performance mondiale de l'année (world leader) - WJR : Record du monde junior (world junior record) - WR : Record du monde (world record) Circonstances et Conditions - DNF : N'a pas terminé (did not finish) - DNS : N'a pas pris le départ (did not start) - DQ : Disqualification (disqualification) - NM : Aucun essai valable enregistré (No Mark) - Q : Qualifié « directement » au prochain tour (ou à la prochaine compétition), lors d'une compétition majeure, grâce au classement ou à la réalisation des minima (automatic qualifier) - q : Qualifié au prochain tour (ou à la prochaine compétition), lors d'une compétition majeure, grâce au repêchage ou à la réalisation de l'une des meilleures performances parmi celles des « non qualifiés directement » (grâce au meilleur temps ou à la meilleure distance par exemple) (secondary qualifier) |                                                                       |                |                                                                        |                |                                                        |                |

## Finale «B»
La finale « B » est disputée à Göteborg les 27 et 28 juin 1987.
Les Français remontent dans le groupe A deux ans après avoir été relégués.
| Place | Pays        | Points |
| ----- | ----------- | ------ |
| 1     | France      | 117    |
| 2     | Bulgarie    | 102    |
| 3     | Suède       | 97     |
| 4     | Hongrie     | 87     |
| 5     | Autriche    | 82     |
| 6     | Suisse      | 82     |
| 7     | Finlande    | 76,5   |
| 8     | Yougoslavie | 73,5   |

| Place | Pays     | Points |
| ----- | -------- | ------ |
| 1     | Roumanie | 106    |
| 2     | Hongrie  | 83     |
| 3     | Italie   | 80,5   |
| 4     | Suisse   | 69,5   |
| 5     | Finlande | 62,5   |
| 6     | Suède    | 62,5   |
| 7     | Norvège  | 56     |
| 8     | Pays-Bas | 50     |

## Finales «C»
Les deux finales, C1 et C2, ont la même valeur. Elles permettent de se qualifier pour la finale B deux ans après.
Elles se déroulent les 27 et 28 juin 1987 à Athènes et à Maia (Portugal).

### Hommes
| Place | Pays     | Points |
| ----- | -------- | ------ |
| 1     | Grèce    | 83     |
| 2     | Pays-Bas | 72     |
| 3     | Danemark | 60,5   |
| 4     | Chypre   | 46,5   |
| 5     | Turquie  | 37     |

| Place | Pays     | Points |
| ----- | -------- | ------ |
| 1     | Belgique | 72     |
| 2     | Portugal | 66     |
| 3     | Irlande  | 62     |
| 4     | Norvège  | 60     |
| 5     | Islande  | 39     |

### Femmes
| Place | Pays        | Points |
| ----- | ----------- | ------ |
| 1     | Yougoslavie | 83     |
| 2     | Autriche    | 71     |
| 3     | Grèce       | 66     |
| 4     | Danemark    | 52     |
| 5     | Turquie     | 31     |
| 6     | Chypre      | 31     |

| Place | Pays     | Points |
| ----- | -------- | ------ |
| 1     | Espagne  | 70     |
| 2     | Belgique | 59     |
| 3     | Portugal | 41     |
| 4     | Irlande  | 35     |
| 5     | Islande  | 32     |